# 샐러리 캡
샐러리 캡(Salary Cap)은 팀 연봉 총액 상한제를 부르는 말이다. 스포츠 클럽간의 균형을 위한 제도로 물가인상 등을 고려해 매 시즌마다 바뀔 수 있다. 샐러리 캡은 자유계약제라는 허점이 있어 다른 팀의 선수를 영입할 때는 제한을 받지만 기존 소속 선수와의 재계약 때는 샐러리 캡의 영향을 받지 않는다. 

## 같이 보기
- 최저임금
- NBA 샐러리 캡